# Orontiden
De Orontiden, ook bekend als Eruandid of Yervanduni, waren een Armeense dynastie en de heersers van het late koninkrijk Urartu (Ararat). De Orontiden vestigden hun suprematie over de regio rond de tijd van de Scythische en Medische invasie in de 6e eeuw voor Christus.

## Geschiedenis
Volgens Mehrdad Izady, die de Armeense historicus Moses van Chorene citeert, hadden de Orontiden nauwe banden met de Medische aristocratie. Hij vermeld een koning Eruand (vermoedelijk Orontes IV, die vocht tegen Artaxias van Parthia) die hulp vroeg en aangeboden kreeg van de Muratsean, die van Armeense afkomst waren. Moses van Chorene beschreef dat Eruand zich na zijn verlies terug trok naar zijn geboorteland "Eruandavan," wat een mix is tussen de namen Haravand of Halvand/Alvand, de naam van de hoogste en meest heilige berg in het Medenrijk.